# Upper Sundon
Upper Sundon – wieś w Anglii, w hrabstwie ceremonialnym Bedfordshire, w dystrykcie (unitary authority) Central Bedfordshire. Leży 22 km na południe od centrum miasta Bedford i 54 km na północny zachód od centrum Londynu.